# Andrėj Kabjakoŭ
Andrėj Uladzimiravič Kabjakoŭ (in bielorusso Андрэй Уладзіміравіч Кабякоў?, in russo Андрей Владимирович Кобяков?, Andrej Vladimirovič Kobjakov; Mosca, 21 novembre 1960) è un politico bielorusso che ha ricoperto la carica di Primo ministro della Bielorussia dal 27 dicembre 2014 al 18 agosto 2018, nominato e rimosso da Aljaksandr Lukašėnka.